# Kaori Inoue
Kaori Inoue (21 de outubro de 1982) é um jogadora de voleibol japonesa.
Com 1,82 m de altura, Inoue é capaz de atingir 3,06 m no ataque e 3 m quando bloqueia.

## Carreira
Inoue disputou o Campeonato Mundial de Voleibol Feminino de 2010, realizado no Japão, no qual a seleção de seu país terminou na terceira colocação.